# Oceanodroma microsoma
Oceanodroma microsoma là một loài chim trong họ Hydrobatidae.